# NGC 6783
NGC 6783 ist eine kompakte Galaxie vom Hubble-Typ C im Sternbild Schwan am Nordsternhimmel. Sie ist schätzungsweise 415 Millionen Lichtjahre von der Milchstraße entfernt.
Das astronomische Objekt wurde am 4. August 1872 vom  Astronomen Edouard Stephan entdeckt.